# Сан о ружи
Сан о ружи  је југословенски филм из 1986. године који је режирао Зоран Тадић по сценарију Павао Павличића.

## Радња
Валент је радник из ноћне смене који једва прехрањује породицу.Једном приликом, враћајући се с посла, сведочи гангстерском обрачуну испред локалне меснице те узима торбу са новцем и пиштољем која је остављена на месту догађаја. Месар који је повезан са криминалцима убрзо схвати да је Валент узео новац те почиње вршити притисак на њега...

## Улоге
| Глумац               | Улога                   |
| -------------------- | ----------------------- |
| Раде Шербеџија       | Валент                  |
| Ива Марјановић       | Валентова супруга Љуба  |
| Љубо Зечевић         | Валентов пријатељ Зељац |
| Фабијан Шоваговић    | Месар Лаци              |
| Ања Шоваговић Деспот | Месарова кћерка Јасна   |
| Влатко Дулић         | Криминалац Цар          |
| Марио Вук            | Валентов син            |
| Томислав Готовац     | Конобар                 |
| Љубо Капор           | Вуковић                 |
| Фрањо Мајетић        | Сусед                   |
| Зденка Хершак        | Милостива               |
| Иво Фици             | Истражитељ              |
| Тошо Јелић           | Господин                |
| Срећко Јурдана       | Први телохранитељ       |
| Иво Криштоф          | Други телохранитељ      |
| Сами Сеферовић       | Куга                    |
| Ђорђе Рапајић        | Милиционер              |
| Анте Петерлић        | Гост у кафани           |
| Зоран Тадић          | Гост у кафани           |

## Награде
- Пула 86' - филм је награђен Златном ареном за фотографију[4]; Награда филмске критике Милтон Манаки за режију[2]
- Врњачка Бања 86' - 2. награда за сценарио[2][5]
- Ниш 86' - Велика повеља Ради Шербеџији[2][6]
- Битољ 86' - Златна плакета за камеру[2]